# Selbstphasenmodulation

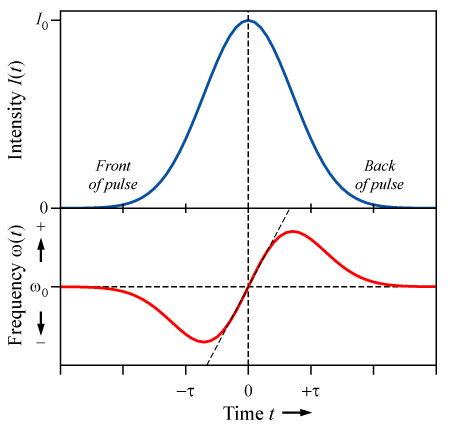
Oben: Zeitlicher Verlauf der Einhüllenden eines Impulses, unten: Frequenzverschiebung nach einer Ausbreitung aufgrund der Selbstphasenmodulation. Der Vorderteil des Impulses erhält tiefere Frequenzen, der hintere höhere. Im Zentrum ist die Frequenzverschiebung annähernd linear.

Selbstphasenmodulation (SPM) (engl.: self phase modulation) ist ein nichtlinearer optischer Effekt, der bei Wechselwirkung von elektromagnetischer Strahlung mit Materie auftritt. Die Strahlung wird spektral symmetrisch um neue Frequenzkomponenten erweitert.
Selbstphasenmodulation ist ein nichtlinearer optischer Effekt, der durch die zeitliche Amplitudenverteilung im optisch nichtlinearen Medium hervorgerufen wird. Bei einem Medium mit einer intensitätsabhängigen Brechzahl hängt die Phasengeschwindigkeit des Lichts von dessen Intensität ab. Ein zeitlich kurzer Puls wird somit anders gebrochen als ein zeitlich langer Puls und moduliert sich damit selbst. (Modulation)

## Erklärung
Bei der Selbstphasenmodulation verändern intensive Wellen den Brechungsindex. Allgemein wird so eine Doppelbrechung induziert. Ursache ist der zeitliche Kerr-Effekt. Ist nur eine einzige intensive Welle vorhanden, so tritt Selbstwechselwirkung auf. Die Welle verändert dabei in Abhängigkeit von ihrer Intensität den Brechungsindex des Mediums. Es kommt so zu Selbstfokussierung und Selbstphasenmodulation.
Bei der Selbstfokussierung wirkt das Medium wie eine Sammellinse.
Beim optischen Kerr-Effekt ist der Brechungsindex {\displaystyle n} in Medien für hohe Lichtintensitäten {\displaystyle I} intensitätsabhängig:
{\displaystyle n(I)=n_{0}+n_{2}\cdot I(t)}
In optischen Medien ist der nichtlineare Brechungsindexkoeffizient {\displaystyle n_{2}}
sehr gering, sodass die Selbstphasenmodulation erst ab Lichtintensitäten von ca. {\displaystyle I>10^{14}{\frac {\mathrm {W} }{\mathrm {m} ^{2}}}} relevant wird.
Die nichtlineare Brechungsindexänderung bewirkt hauptsächlich eine intensitätsabhängige Phasengeschwindigkeit. Nach Durchlaufen einer Strecke {\displaystyle l} in einem solchen nichtlinearen Medium ergibt sich dadurch eine nichtlineare Phasenverschiebung von:
{\displaystyle \Phi _{\mathrm {nl} }(t)=-\delta n\cdot l\cdot {\frac {\omega _{0}}{c}}}
wobei {\displaystyle c} die Lichtgeschwindigkeit im Vakuum und {\displaystyle \omega _{0}} die Trägerkreisfrequenz darstellt.
{\displaystyle \delta n=n_{2}\cdot I(t)}
ist die intensitätsabhängige Änderung des Brechungsindex.
Die instantane Frequenz wird dann zu
{\displaystyle \omega (t)=\omega _{0}+\delta \omega (t)}
mit der zeitabhängigen Verschiebung der Momentanfrequenz
{\displaystyle \delta \omega (t)={\frac {d\Phi _{\mathrm {nl} }(t)}{dt}}}.

## Beispiel
Wenn man als Beispiel das häufig benutzte Modell eines hyperbolischen Sekans-Impulses benutzt
{\displaystyle I(t)=I_{0}\cdot \operatorname {sech} ^{2}\!\left({\frac {t}{\tau _{0}}}\right)}
wird die nichtlineare Phase des Impulses
{\displaystyle \Phi _{\mathrm {nl} }(t)=-n_{2}\cdot l\cdot {\frac {\omega _{0}}{c}}\cdot I_{0}\cdot \operatorname {sech} ^{2}\!\left({\frac {t}{\tau _{0}}}\right)}
damit wird die instantane Frequenz verschoben um
{\displaystyle \delta \omega (t)=2\cdot n_{2}\cdot l\cdot {\frac {\omega _{0}}{c\cdot \tau _{0}}}\cdot I_{0}\cdot \operatorname {sech} ^{2}\!\left({\frac {t}{\tau _{0}}}\right)\cdot \operatorname {tanh} \!\left({\frac {t}{\tau _{0}}}\right)}.
Bei Betrachtung des letzten Terms sieht man sofort, dass neue Frequenzen symmetrisch zur Trägerfrequenz generiert werden. Außerdem erkennt man, dass bei positivem {\displaystyle n_{2}} (was z. B. bei gängigen optischen Medien der Fall ist) in der Front des Impulses neue langwellige Frequenzen erzeugt werden, und in seiner Flanke kurzwellige Frequenzen.
Im Zeitbereich wird durch die Selbstphasenmodulation aber der Betrag der Impuls-Einhüllenden {\displaystyle I(t)}, und speziell auch die Zeitdauer des Impulses, nicht verändert.

## Selbstaufsteilung
Für Impulse, deren Dauer dieselbe Größenordnung wie die Periodendauer der Trägerfrequenz hat, führt der obige intensitätsabhängige Brechungsindex zusätzlich zu einer intensitätsabhängigen Gruppengeschwindigkeit. Diesen Effekt nennt man Selbstaufsteilung (engl.: self steepening). Hierbei sind dann die neu erzeugten Spektralkomponenten nicht mehr symmetrisch um die ursprüngliche Trägerfrequenz angeordnet. Außerdem bleibt der Betrag der zeitlichen Impuls-Einhüllenden nicht mehr unverändert, sondern der Impuls verflacht an seiner Front und steilt sich an seinem Rücken auf. Nach diesem Phänomen ist dieser Effekt benannt.

## Anwendungen
- Optische Solitonen: Propagiert ein Lichtpuls durch ein Material (z. B. eine Glasfaser) wird er sich i. A. zeitlich verbreitern. Grund ist die Gruppengeschwindigkeitsdispersion, bei der verschiedene Frequenzanteile des Pulses unterschiedliche Geschwindigkeiten haben. Falls diese Dispersion durch die Selbstphasenmodulation vollständig kompensiert wird, entsteht ein zeitliches Soliton.
- Pulskompression: Durch die Selbstphasenmodulation erhält ein Laserpuls zusätzliche Frequenzkomponenten, gewinnt also an Bandbreite. Um die neu erzeugten Frequenzkomponenten für eine Verkürzung der zeitlichen Impulsdauer zu nutzen, muss der Impuls mittels Dispersionskompensation von seinem Chirp befreit werden.

## Weiterführendes
- Robert W. Boyd: Nonlinear Optics. 3. Auflage. Academic Press, New York 2008, ISBN 978-0-12-369470-6. 2. Auflage 2003